# Cadbury World
El Cadbury World es una atracción turística, creada y operada por Cadbury en Dunedin, Nueva Zelanda.
El Cadbury World abrió sus puertas en julio de 2003 en la fábrica de Cadbury en Dunedin, cerca del centro de la ciudad. La visita al Cadbury World dura unos 1h 15m e incluye el centro de visitas, una película sobre la historia de la fábrica de Cadbury en general, seguido por un tour a la fábrica. El tour termina en la cascada de chocolate. También hay una tienda de regalos.
Existe otro museo con el mismo nombre en Birmingham.